# Chinoxalin
Chinoxalin ist eine organische Verbindung, die zu den Heterocyclen (genauer: Heteroaromaten und Diazanaphthalinen) zählt. Die Verbindung besteht aus einem Benzolring, an dem ein Pyrazinring anelliert ist. Chinoxalin ist isomer zu Cinnolin, Chinazolin und Phthalazin.

## Gewinnung und Darstellung
Chinoxalin kann durch Kondensation von ortho-Phenylendiamin mit Glyoxal synthetisiert werden.
Derivate von Chinoxalin können allgemein durch Kondensation von 1,2-Dicarbonylverbindungen, wie z. B. Benzil oder dessen Derivaten mit Derivaten von ortho-Phenylendiamin dargestellt werden.

## Verwendung
Chinoxalin bildet das Grundgerüst vieler Verbindungen, welche als Farbstoffe, Arzneistoffe, Antibiotika (z. B. Carbadox, Echinomycin, Levomycin, Sulfaquinoxalin und Atinoleutin) und zur Vulkanisation eingesetzt werden.